# SN 1996aq
SN 1996aq – supernowa typu Ic odkryta 17 sierpnia 1996 roku w galaktyce NGC 5584. W momencie odkrycia miała maksymalną jasność 15,70m.